# 써클 (음악 그룹)
써클(Circle)은 1998년 데뷔한 아이돌 걸그룹이다. 한국인 멤버 이지현, 한보람, 중국계 일본인 멤버 시라유키 (중국명: 바이슈에), 일본인 멤버 오가와 아야코, 에구치 유카 이상 5명의 소녀들로 구성된 아시아 최초의 한일 합작 그룹이자 아시아 최초의 다국적 그룹이다.

## 구성원

### 멤버
- 이지현 (2001년 걸그룹 쥬얼리 멤버로 재데뷔, 탈퇴후 배우로 활동) - 1983년생, 한국인
- 한보람 - 1984년생, 한국인
- 오가와 아야코 - 1982년생, 일본인
- 에구치 유카 - 1984년생, 일본인
- 시라유키 (중국명: 바이슈에) - 1986년생, 중국계 일본인

2018년 일본인 3인 시라유키(중국계 일본인), 에구치 유카(일본인), 오가와 아야코(일본인)는 써클 데뷔 20주년을 기념하여 일본에서 회동하였다.
한국인 멤버들, 일본인 멤버들 모두 인스타그램을 하고있다.

## 약력
- 써클은 한국의 조선음향과 일본의 소마오피스가 제작한 아시아 최초의 한일 합작 아이돌이다.
- 한국, 중국, 일본의 소녀들로 구성된 최초의 다국적 그룹이기도 하다.
- 데뷔전부터 큰 화제가 되며 1998년 여름 활동을 시작하였다.
- 구성원으로 한국 멤버는 탤런트 출신의 한보람과 써클 해체 이후에 쥬얼리의 멤버로 활동하다가 탈퇴 후 현재는 탤런트로 활동하는 이지현, 일본 멤버는 오가와 아야코, 에구치 유카 그리고 중국계 일본인 시라유키(중국명: 바이슈에), 이렇게 5명의 소녀로 구성되어 있다.
- 타이틀곡 Sweetest Love로 사랑을 받으며 일본에서도 Sweetest Love(일본어 버전)으로 활동하였다.
- 한국과 일본에서 활발한 활동을 하면서 인지도를 높이게 된다.
- 1999년 오가와 아야코가 일본에서 연기자 준비로 탈퇴를 선언하고 아야코의 빈자리는 한국의 아역탤런트 출신의 류세민이 영입된다.
- 새 멤버 영입 후 2집을 준비하지만 류세민이 팀 색깔과 맞지 않는다고 중도 하차 하게 된다.
- 써클은 4인체제로 재정비하고 2집활동을 시작한다.
- 타이틀곡 Something과 It`s All Right로 활동을 꾸준히 하게 되지만 결국 2집 종료 후 팀은 해체하게 된다.

## 음반
- 한국 정규 1집 《졸업(卒業)》(1998년) - 타이틀곡 Sweetest Love
- 일본 싱글 1집 《Sweetest Love》(1998년) - 타이틀곡 Sweetest Love
- 한국 정규 2집 《Magic Eyes》(2000년) - 타이틀곡 Something